# Король на час
«Король на час, или Мнимый Станислав» (рус. Un giorno di regno, ossia il finto Stanislao) — ранняя двухактная опера Джузеппе Верди в жанре комической мелодрамы (melodramma giocoso) на итальянское либретто Феличе Романи, основанное на пьесе «Мнимый Станислав» (Le faux Stanislas) Александра Дюваля. «Король на час» стал первым опытом Верди в жанре комической оперы. Либретто было написано Романи ещё в 1818 году для Войтеха Йировеца.
Первое представление состоялось в миланском театре Ла Скала 5 сентября 1840 года. Премьера оказалась неудачной. Критики и сам Верди признавали, что оперу постигла неудача в том числе и из-за обстоятельств личного плана: первая жена композитора, Маргерита Барецци, умерла во время работы Верди над оперой. «Ла Скала» отменил оставшиеся спектакли и не возобновлял оперу в своём репертуаре до 2001 года. 
При жизни композитора «Король на час» ставился также в Венеции (1845), Риме (1846) и Неаполе (1859). Верди не возвращался к комической опере до самого конца своей композиторской деятельности, когда сочинил оперу «Фальстаф» (1893).

## Действующие лица
| Роль                                                                          | Голос         | Премьерная постановка в Милане, 5 сентября 1840 года. |
| ----------------------------------------------------------------------------- | ------------- | ----------------------------------------------------- |
| ди Бельфиоре, французский офицер, выдающий себя за короля Польши, Станислава. | баритон       | Raffaele Ferlotti                                     |
| Барон ди Кельбар, узурпатор.                                                  | бас           | Raffaele Scalese                                      |
| дель Поджо, молодая вдова, племянница барона, влюблена в Белфиоре.            | сопрано       | Antonietta Ranieri-Marini                             |
| Джульетта ди Кельбар, дочь барона                                             | меццо-сопрано | Luigia Abbadia                                        |
| Эдоардо, молодой человек, племянник Ла Рокка                                  | тенор         | Lorenzo Salvi                                         |
| Ла Рокка, казначей Бретани                                                    | бас           | Agostino Rovere                                       |
| граф Ивреа, комендант Бреста, помолвлен с дель Поггио                         | тенор         | Giuseppe Vaschetti                                    |
| Дельмонте, оруженосец ложного короля                                          | бас           | Napoleone Marconi                                     |
| Слуги, челядь и вассалы барона.                                               |               |                                                       |

## Содержание
В основе сюжета оперы лежит история про польского короля Станислава Лещинского, скрывавшегося из-за войны за престол. Чтобы вернуть себе трон, он посылает французского офицера ди Бельфиоре в качестве приманки в замок узурпатора, барона ди Кельбара. Барон как раз совершил удачный политический ход, заключив помолвку своей дочери, Джульетты, с Ла Рокка, казначеем Бретани, однако Джульетта любит племянника Ла Рокка, Эдоардо. Готовится ещё одна нежелательная свадьба. Дель Поджо, племянница барона, молодая вдова, влюблённая в Бельфиоре, против воли обручена с другим человеком, так как Бельфиоре не может жениться на ней, хотя и любит её. В то время пока настоящий король пытается вернуть себе трон, ложный должен расстроить свадьбу Джульетты. По пути он, к своему удивлению, встречает в Бретани дель Поджо. Она узнает Бельфиоре, но притворяется, что не знает его, Бельфиоре также делает вид, что не замечает дель Поджо, чтобы не выдать себя. После ряда заговоров и разоблачений все проблемы разрешаются: Джульетта выходит замуж за Эдоардо, Бельфиоре женится на дель Поджо, а король Станислав возвращает свой трон.

## Арии
- «Compagnoni di Parigi… Verrà purtroppo il giorno» — ди Бельфиоре, акт I, сцена I
- «Grave a core innamorato… Se dee cader la vedova» — дель Поджо, акт I, сцена I
- «Non san quant’io nel petto… Non vo' quel vecchio» — Джульетта ди Кельбар, акт I, сцена II
- «Pietoso al lungo pianto… Deh lasciate a un alma amante» — Эдоардо, акт II, сцена I
- «Si mostri a chi l’adora… Si, scordar saprò l’infido» — дель Поджо, акт II, сцена II

## Избранные записи
- Warner-Fonit — Renato Capecchi, Sesto Bruscantini, Lina Pagliughi, Juan Oncina, Laura Cozzi — Orchestra Lirica e Coro della Rai Milano, Alfredo Simonetto (conductor);
- Philips 422429: Jessye Norman, José Carreras, Fiorenza Cossotto, Ingvar Wixell, Vicente Sardinero, Wladimiro Ganzarolli, William Elvin; Ambrosian Singers; Royal Philharmonic Orchestra; Lamberto Gardelli, conductor.